# Tataháza
Tataháza es un pueblo húngaro del distrito de Bácsalmás en el condado de Bács-Kiskun, con una población en 2013 de 1228 habitantes.
Se conoce su existencia desde 1485, cuando se menciona con el nombre de Thad.
Se encuentra ubicado unos 5 km al norte de la capital distrital Bácsalmás, sobre la carretera 55 que une Baja con Szeged.